# Krumpir šećer
Krumpir-šećer (kro-še, nastalo od srpskog krompir i šećer), je jedan od nusproizvoda u procesu proizvodnje škroba. Kremasto je bijele boje, kao bijela kava. Tvrdoća mu je najsličnija sapunu pa se tako može rezati nožem. Okus mu je slatkasto-opor.
Nekada se prodavao u prehrambenim radnjama kao najjeftinija vrsta slatkiša. Liječnici su ga preporučivali srčanim bolesnicima[nedostaje izvor]. Među djecom je bio veoma popularan. Vjerojatno zbog toga što je između dva svjetska rata šećer bio toliko skup da se malo trošio i prodavao u količinama 0,5 - 0,25 i 0,125 kg!
Krumpir-šećer se prodavao u komadima nalik lomljenom kamenu. Kao proizvođač ovog sirotinjskog slatkiša navodi se tvornica Ipok Zrenjanin u Srbiji. U prodaji nije viđen još od sredine dvadesetog stoljeća.
Osnovna sirovina mu je kukuruz.